# Presidentvalet i USA 1888
Presidentval hölls i USA 6 november 1888.
Valet stod mellan den sittande demokratiske presidenten Grover Cleveland och republikanen Benjamin Harrison.
Benjamin Harrison vann valet efter att ha fått 233 elektorsröster mot Clevelands 168 elektorsröster. Harrison fick 47,8 procent av rösterna medan Cleveland fick 48,6 procent av rösterna. 
Att vinnaren i ett amerikanskt presidentval inte fått flest röster av väljarna har bara inträffat fem gånger sedan den amerikanska grundlagen skrevs: 1824, 1876, 1888, 2000 och 2016.

## Resultat
| Kandidat               | Röster     | %      | Vunna valdistrikt | Elektorsröster |
| ---------------------- | ---------- | ------ | ----------------- | -------------- |
| Benjamin Harrison      | 5 443 892  | 47,8 % | 20                | 233            |
| Grover Cleveland       | 5 534 488  | 48,6 % | 18                | 168            |
| Clinton Bowen Fisk     | 249 819    | 2,2 %  | 0                 | 0              |
| Alson Jenness Streeter | 146 602    | 1,3 %  | 0                 | 0              |
| Övriga                 | 8 519      | 0,1 %  | 0                 | 0              |
| Totalt                 | 11 383 320 | 100 %  | 38                | 401            |